# 拉博讷维尔
拉博讷维尔（法語：La Bonneville，法語發音：[la bɔnvil]）是法国芒什省的一个市镇，属于瑟堡区。

## 地理
拉博讷维尔（49°23'32"N, 1°27'15"W）面积6.31 平方千米，位于法国诺曼底大区芒什省，该省份为法国西北部沿海省份，西、北、东北三面环大西洋，东起顺时针与卡爾瓦多斯省、奧恩省、马耶讷省和伊勒-维莱讷省接壤。
与拉博讷维尔接壤的市镇（或旧市镇、城区）包括：雷涅维尔博卡日、杜沃河畔克罗维尔、埃蒂安维尔、奥尔格朗德、罗维尔拉普拉斯、瓦朗格贝克、皮科维尔。

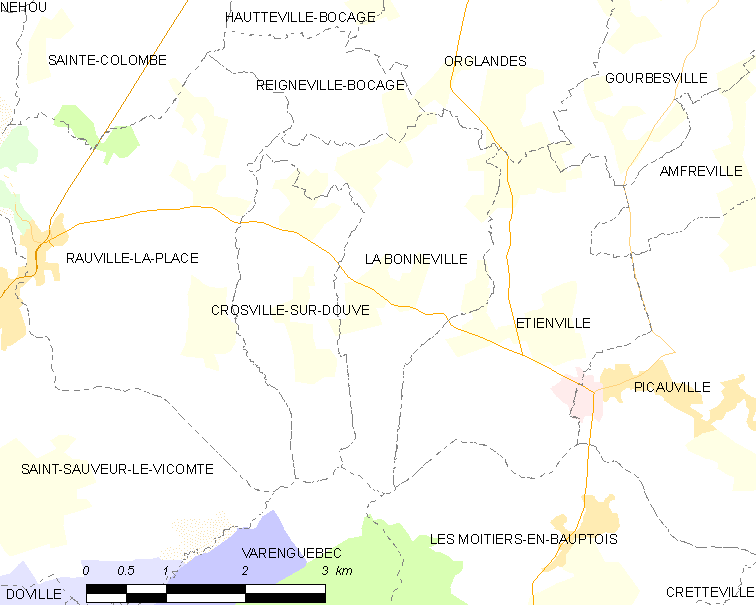
拉博讷维尔的OSM定位图

拉博讷维尔的时区为UTC+01:00、UTC+02:00（夏令时）。

## 行政
拉博讷维尔的邮政编码为50360，INSEE市镇编码为50064。

## 政治
拉博讷维尔所属的省级选区为科唐坦地区布里克贝克县。

## 人口

1962-2008年间拉博讷维尔人口变化图示

拉博讷维尔于2022年1月1日时的人口数量为176人。